# Olaus Bornelius
Olaus Bornelius, född 1634 i Ekebyborna socken, död 1694, var en svensk präst. Han var bror till kyrkoherden Magnus Bornelius i Godegårds församling.

## Biografi
Olaus Bornelius föddes 1634 på Åsmestad i Ekebyborna socken. Han var son till bonden Måns. Bornelius blev i oktober 1653 student vid Uppsala universitet, Uppsala och prästvigdes till domesticus episcop 27 januari 1661. Han blev därefter krigspräst och sedan huspredikant på Charlottenberg i Vinnerstads socken. Bornelius blev 1671 kyrkoherde i Ekebyborna församling, Ekebyborna pastorat. Han begravdes 30 september 1694 av biskopen Haquin Spegel.
Bornelius ägde gården Åsmedstads i Ekebyborna socken.

### Familj
Bornelius gifte sig med Catharina Larsdotter (död 1695). De fick tillsammans barnen Anna Catharina (1672–1672), Debora (1673–1673), en dotter (1674–1674), Johannes (född 1675),  Magnus, Mechtill, som var gift med kyrkoherden i Skeppsås Laurentius Bergner, och Charlotta (född 1682).